# José Montllor Blanes
José Montllor Blanes (n. 1834) fue un escritor, historiador y abogado español del siglo XIX.

## Biografía
Abogado, literato e historiador, nació en la ciudad alicantina de Alcoy el 28 de febrero de 1834, siendo sus padres Ventura Montllor Vilaplana y Francisca Blanes Moltó, una acomodada familia natural de la misma ciudad. Después de seguir toda la instrucción primaria en su ciudad natal, contando trece años de edad, y por el mes de octubre de 1847, se trasladó a Alicante, en cuyo instituto estudió los tres primeros años de Filosofía hasta el año 1850, en que incorporó su matrícula al de Valencia, continuándolos después en su universidad. Allí terminó su carrera de abogado, habiendo recibido la investidura en Derecho Civil y Canónico, el 24 de junio de 1860.
Aficionado desde joven a los estudios históricos, realizó algunos trabajos sobre la historia local de Alcoy, en colaboración con su amigo Camilo Visedo Moltó, quien le ayudó a reunir una colección de antecedentes históricos referentes sobre el tema, que dieron lugar a la publicación de diversos artículos en periódicos locales, especialmente en el diario El Alcoyano, que fundó en 1869 con la colaboración de Nicolás García Sempere, José Vicente Senabre y José Barceló Montllor, entre otros. También publicó artículos en la Revista de Alcoy de José Gisbert Vilaplana. Entre los diversos estudios históricos de Montllor pueden citarse el titulado Reseña de la victoria obtenida por los alcoyanos contra Al-Azarch en 1276, escrita para el certamen iniciado por el Ayuntamiento de Alcoy con motivo de la celebración en 1876 del sexto centenario de su patrono san Jorge; trabajo que el autor presentó a dicho certamen, mereciendo del jurado calificador el ser premiado con el pensamiento de oro, publicándose después a expensas del Ayuntamiento, juntamente con las demás composiciones premiadas, en el álbum literario del certamen. Desde entonces Montllor fue realizando y publicando otros trabajos sobre leyendas o hechos históricos relacionados con su ciudad natal, no solo en varios periódicos locales, sino en otros de fuera de ella, entre ellos: Andrés Irles, El Doctor Verdú y El Anillo de la Cruz.

## Obras
- Reseña de la victoria obtenida por los alcoyanos contra Al-Azarch en 1276, precedida de varias noticias históricas sobre Alcoy, desde su fundación hasta dicha época.[1]
- Alcoy. Algunas páginas para ilustrar su historia. Alcoy, Francisco Compañy, impresor-librero, 1876. Folleto en 4.° menor de 42 páginas.[1]